# Lin-Manuel Miranda
Lin-Manuel Miranda (New York, 16 gennaio 1980) è un attore, compositore, regista e cantautore statunitense.
È principalmente noto per aver scritto e recitato nei musical di Broadway In the Heights nel 2008 e Hamilton: An American Musical nel 2015 e aver scritto la colonna sonora dei film d'animazione Disney Oceania del 2016 ed Encanto del 2021.
Nel 2021 dirige l’adattamento cinematografico del musical Tick, Tick... Boom!

## Biografia
Miranda nasce a New York e cresce a Inwood. Ogni anno si recava a Vega Alta, in Porto Rico, città natale dei nonni. Dopo essersi diplomato al Hunter College High School, Miranda frequenta la Wesleyan University laureandosi nel 2002. In quel periodo comincia a scrivere i primi musical e a coordinare le sue prime produzione teatrali. Nel 2015 riceve dalla Wesleyan un dottorato onorario. I suoi primi lavori sono insegnante di inglese al suo ex liceo, editorialista e critico di ristoranti per il Manhattan Times e compositore di musiche per pubblicità.

### 2002-2010:In the Heights
Nel 2002 Miranda e John Buffalo Mailer lavorano assieme al direttore Thomas Kail e scrivono cinque bozzetti per il progetto del musical In the Heights dal 2010. Il musical ottiene il successo Off-Broadway e viene trasferito a Broadway nel 2008 vincendo il Tony Award al miglior musical e alla miglior colonna sonora e il Grammy Award al miglior album di un musical teatrale. Il ruolo di Miranda come protagonista del musical, Usnavi, gli assicura una candidatura al Tony Award al miglior attore protagonista in un musical. La sua ultima interpretazione a Broadway avviene il 15 febbraio 2009 e Miranda riprende il ruolo nel tour nazionale iniziando da Los Angeles il 23 giugno 2010.
Nel 2007 appare come guest in un episodio della serie TV I Soprano. Nel 2008 viene invitato da Stephen Schwartz a contribuire nella sua nuova versione del musical del 1978 Working. Nel 2009, per il revival del musical di Stephen Sondheim West Side Story, scrive la trasposizione dei testi in spagnolo e nello stesso anno partecipa al revival di The Electric Company. Nel settembre dello stesso anno interpreta Alvie, un paziente di un ospedale psichiatrico della serie TV Dr. House - Medical Division e riprende il ruolo nel 2010. Inoltre compare nella serie Sesamo apriti.

### 2010-2016:Hamilton

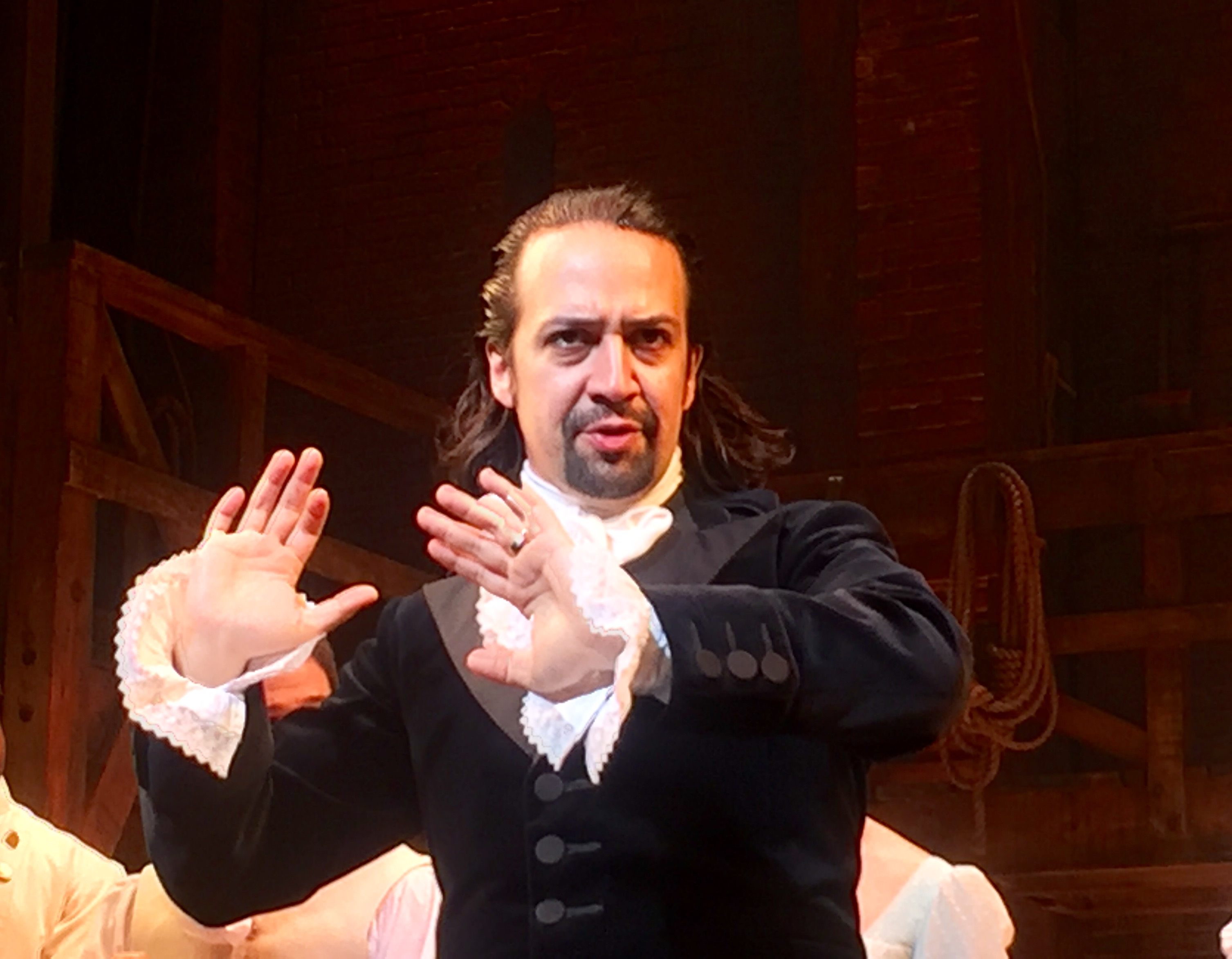
Lin-Manuel Miranda nel musical Hamilton nel 2016

Nel 2008, mentre è in vacanza, Miranda legge la biografia di Alexander Hamilton scritta da Ron Chernow e, ispirato dal libro, scrive un rap su Hamilton che esibisce durante la Serata della Poesia, Musica e della Parola Parlata alla Casa Bianca il 12 maggio 2009, accompagnato al pianoforte da Alex Lacamoire. Miranda in seguito disse che stava scrivendo la canzone My Shot di Hamilton da un anno, rivedendo più volte ogni verso in modo che riflettesse l'intelletto di Alexander Hamilton.
Produce sia l'album omonimo sia il mixtape ispirato al musical Hamilton.
Il musical riceve sedici nomination ai Tony Awards (record), vincendo undici premi, tra cui quello per il miglior musical. Nel 2016 Hamilton è premiato anche con il premio Pulitzer per la drammaturgia.

### 2016-presente:Oceania,Il ritorno di Mary PoppinsedEncanto
Nella primavera del 2014, Miranda viene scelto come compositore per la colonna sonora del film d'animazione della Walt Disney Pictures Oceania, affiancato dai compositori Mark Mancina e Opetaia Foa'i.. Una delle canzoni della colonna sonora, Oltre l'orizzonte, in inglese How Far I'll Go, è stata nominata agli Oscar come miglior canzone originale.. La Disney ha diffuso all'inizio del 2017 il video musicale ufficiale della versione pop di You’re Welcome, la canzone di Maui in Oceania.
Il brano è interpretato in qualità di co-interprete ed autore con Jordan Fisher ed è stato girato tra New York e Londra.
Il 24 febbraio del 2016, Miranda entra in trattative per il ruolo di Jack, che ottiene nell'aprile dello stesso anno, nel nuovo film della Walt Disney Pictures Il ritorno di Mary Poppins, diretto da Rob Marshall ed uscito il 20 dicembre 2018. Nel film, Miranda affianca Emily Blunt nel ruolo della magica tata protagonista, con un cast corale comprendente Ben Whishaw, Emily Mortimer, Julie Walters, Dick Van Dyke, Angela Lansbury, Colin Firth, e Meryl Streep.
Nel 2020 fa il suo debutto dietro la macchina da presa, dirigendo il musical Tick, Tick... Boom!, tratto dall'omonimo musical teatrale scritta e diretta dal drammaturgo statunitense Jonathan Larson. Il film, con protagonista Andrew Garfield, viene distribuito dalla piattaforma di streaming on demand Netflix.
Nel 2021 è sceneggiatore, con Jared Bush e Charise Castro Smith, di Encanto, sessantesimo film animato del canone dei lungometraggi Disney, per il quale compone anche l'intera colonna sonora, che riscuoterà un notevole successo a livello globale: è balzata al primo posto della classifica generale degli album negli Stati Uniti, mentre il brano We Don't Talk About Bruno ha raggiunto il vertice della classifica britannica e della prestigiosa Billboard Hot 100 statunitense.

## Vita privata
Lin-Manuel Miranda è sposato dal 2010 con Vanessa Adriana Nadal, sua compagna delle superiori. La coppia ha due figli.

## Filmografia

### Attore

#### Cinema
- Clayton's Friends, regia di Lin-Manuel Miranda (1996)
- L'incredibile vita di Timothy Green (The Odd Life of Timothy Green), regia di Peter Hedges (2012)
- Star Wars - Il risveglio della Forza (Star Wars: The Force Awakens), regia di J. J. Abrams (2015)
- Speech & Debate, regia di Dan Harris (2017)
- Il ritorno di Mary Poppins (Mary Poppins Returns), regia di Rob Marshall (2018)
- Star Wars - L'ascesa di Skywalker (Star Wars: The Rise of Skywalker), regia di J. J. Abrams (2019)
- Hamilton, regia di Thomas Kail (2020)
- Sognando a New York - In the Heights (In the Heights), regia di Jon M. Chu (2021)
- Tick, Tick... Boom!, regia di Lin-Manuel Miranda (2021) - cameo
- Weird - La storia di Al Yankovic (Weird: The Al Yankovic Story), regia di Eric Appel (2022)

#### Televisione
- I Soprano (The Sopranos) – serie TV, 1 episodio (2007)
- Sesamo apriti (Sesame Street) – programma TV, 1 episodio (2009)
- Dr. House - Medical Division (House) – serie TV, 3 episodi (2009)
- The Electric Company – serie TV, 7 episodi (2009)
- Modern Family – serie TV, 1 episodio (2011)
- Do No Harm – serie TV, 13 episodi (2013)
- Smash – serie TV (2013) – se stesso
- How I Met Your Mother – serie TV, episodio 9x11 (2013)
- Inside Amy Schumer – serie TV, 1 episodio (2016) – se stesso
- Difficult People – serie TV, 1 episodio (2016) – se stesso
- Saturday Night Live – programma TV, 1 episodio (2016) – conduttore
- Drunk History – serie TV, 1 episodio (2016) – se stesso
- Brooklyn Nine-Nine - serie TV, 1 episodio (2019)
- Fosse/Verdon - miniserie TV, puntata 8 (2019)
- His Dark Materials - Queste oscure materie (His Dark Materials) – serie TV, 11 episodi (2019-2022)
- Percy Jackson e gli dei dell'Olimpo - serie TV (2023-in corso)

#### Doppiaggio
- DuckTales . serie animata (2017-2022)
- Vivo, regia di Kirk DeMicco (2021)

### Regista
- Tick, Tick... Boom! (2021)

### Autore
- The Electric Company – serie TV (2009) – compositore
- KTLA Morning News, compositore 1 episodio (2010) – compositore
- Good Morning America, compositore, 1 episodio (2012) – compositore
- Freestyle Love Supreme – film TV (2012) – paroliere
- 67th Tony Awards (2013) – compositore
- The American Life: One Night Only at BAM (2014) – sceneggiatore
- Star Wars - Il risveglio della Forza (Star Wars: The Force Awakens), regia di J. J. Abrams (2015) – compositore speciale
- Oceania, regia di Ron Clements e John Musker (2016) – compositore
- Encanto, regia di Byron Howard e Jared Bush (2021) - sceneggiatore e compositore
- La sirenetta (The Little Mermaid), regia di Rob Marshall (2023) - paroliere e compositore

## Teatro

### Attore
- In the Heights – Usnavi:
  - Wesleyan University (1999)
  - Eugene O'Neill Theater Center (2005)
  - Off-Broadway (2007)
  - Broadway (2008-2009)
  - US tour (2009-2010)
  - Broadway (2010-2011)
- Merrily We Roll Along, Encores! (2012) – Charley
- 21 Chump Street (2014) – narratore
- Tick, Tick... Boom!, Encores! (2014) – Jon
- Hamilton – Alexander Hamilton:
  - Off-Broadway (2015)
  - Broadway (2015-2016)
- Les Misérables, Broadway (2016) – Loud Hailer

### Autore
- In the Heights, musiche/testI
- West Side Story, traduzioni (2011)
- Working, due brani per la produzione di Chicago (2011)
- Bring It On the Musical, musiche/testi
- Hamilton, libretto/musiche/testi/arrangiamenti

## Riconoscimenti
- Tony Award
  - 2008 – Candidatura a miglior attore protagonista in un musical per In the Heights
  - 2008 – Miglior colonna sonora originale per In the Heights
  - 2016 – Candidatura a miglior attore protagonista in un musical per Hamilton
  - 2016 – Miglior libretto di un musical per Hamilton
  - 2016 – Miglior colonna sonora originale per Hamilton
- Grammy Award
  - 2009 – Miglior album di un musical teatrale per In the Heights
  - 2016 – Miglior album di un musical teatrale per Hamilton
  - 2023 – Miglior colonna sonora compilation per i media visivi per Encanto
  - 2023 – Miglior canzone scritta per un film, televisione o altri media audio-visivi per We Don't Talk About Bruno (Encanto)
- Premio Pulitzer
  - 2009 – Candidatura al premio Pulitzer per la drammaturgia per In the Heights
  - 2016 – Premio Pulitzer per la drammaturgia per Hamilton
- Emmy Awards
  - 2014 – Candidatura alla miglior canzone originale per Rhymes with Mando (Sesame Street)
  - 2014 – Migliori musiche e testi originali per Bigger! (67ª edizione dei Tony Awards)
  - 2017 – Candidatura a miglior attore guest star in una serie commedia (Saturday Night Live)
- Premio Oscar
  - 2017 – Candidatura alla miglior canzone originale per How Far I'll Go (Oceania)
  - 2022 – Candidatura alla miglior canzone originale per Dos Oruguitas (Encanto)
- Golden Globe
  - 2017 – Candidatura alla miglior canzone originale per How Far I'll Go (Oceania)
  - 2019 – Candidatura al miglior attore in un film commedia o musicale per Il ritorno di Mary Poppins
  - 2021 – Candidatura per il miglior attore in un film commedia o musicale per Hamilton
  - 2022 – Candidatura per il miglior film commedia o musicale per Tick, Tick... Boom!
  - 2022 – Candidatura alla miglior canzone originale per Dos Oruguitas (Encanto)
- Satellite Award
  - 2019 – Candidatura al miglior attore in un film commedia o musicale per Il ritorno di Mary Poppins

## Doppiatori italiani
Nelle versioni in italiano delle opere in cui ha recitato, Lin-Manuel Miranda è stato doppiato da:
- Giorgio Borghetti in Il ritorno di Mary Poppins, His Dark Materials - Queste oscure materie, Percy Jackson e gli dei dell'Olimpo
- Nanni Baldini in L'incredibile vita di Timothy Green,  Sognando a New York - In the Heights
- Francesco Pezzulli in Dr. House - Medical Division
- Edoardo Stoppacciaro in Do No Harm

Come doppiatore, Miranda è stato sostituito da:
- Marco Baroni in DuckTales
- Daniele Giuliani in Vivo (dialoghi)
- Stash Fiordispino in Vivo (canto)